# コールド・バレット 凍てついた七月
『コールド・バレット 凍てついた七月』（コールド・バレット いてついたしちがつ、原題：Cold in July）は、2014年制作のアメリカ合衆国・フランスのスリラー映画。
ジョー・R・ランズデール原作の小説『凍てついた七月』（1989年、邦訳：角川文庫刊）の映画化（ランズデールは共同製作も兼任）。日本では劇場未公開。

## あらすじ
1989年、テキサス州東部のとある町にある1軒の家にある夜、1人の男が侵入する。その家の主リチャードは銃をとり、侵入者＝フレディという若い男を射殺する。警察は正当防衛と判断し、リチャードをお咎めなしとしたが、フレディの父ベンは怒りが収まらず、リチャードを脅迫してくる。
ベンに恐怖を感じたリチャードは、妻や幼い息子の身を案じ警察に警備を要請する。ところがある日、何者かがリチャードの家に押し入る事件が発生する。これをきっかけに事態は思わぬ方向へ…。

## キャスト
※括弧内は日本語吹替。
- リチャード・デイン：マイケル・C・ホール（西垣俊作）
- ベン・ラッセル：サム・シェパード（龍波しゅういち）
- ジム・ボブ：ドン・ジョンソン（石原辰己）
- アン・デイン：ヴィネッサ・ショウ（笹島かほる）
- レイ・プライス：ニック・ダミチ（福里達典）
- フレディ・ラッセル	：ワイアット・ラッセル
- ジョーダン・デイン：ブローガン・ホール（本田和希）
- ジャック：ラニー・フラハーティ（佐々木祐介）
- ヴァレリー：レイチェル・ゼイガー＝ハーグ（しもがまちあき）